# Anna Muzytjuk
Anna Olegivina Muzytjuk (Анна Олегівна Музичук, født 28. feb. 1990 i Lviv) er en ukrainsk stormester i skak. Hun er den fjerde kvinde til at passere de 2600 ELO-rangerings point. Anna Muzytjuk har vundet VM i skak for kvinder to gange (2014, 2016). Trods hendes ukrainske statsborgerskab, stillede hun op for Slovenien i perioden 2004 til 2014. Hun er storesøster til Marija Muzytjuk, der ligeledes kan betegne sig som verdensmester i skak.
Anna lærte skak allerede som 3-årig. Begge hendes forældre er professionelle sportstrænere. Hun deltog og blev nr. 2 i sin første turnering som kun 5-årig.